# 기미이데라역
기미이데라역(일본어: 紀三井寺駅, きみいでらえき)은 일본 와카야마현 와카야마시에 있는, 서일본 여객철도의 철도역이다. 기세이 본선이 지나가며, 기노쿠니 선 소속 열차들을 이용할 수 있다.

## 역 구조
상대식 2면 2선 구조의 지상역이다. 와카야마역이 관리하며, 역 업무는 JR 서일본 메인텍이 대신 하고 있다.

### 승강장
| 1 | ■ 기노쿠니 선 | 가이난 · 고보 · 신구 방면 |
| 2 | ■ 기노쿠니 선 | 와카야마 · 덴노지 방면    |

## 역세권 정보
- 기미이데라 - 불교 사찰로, 역명의 유래가 된 곳이다.
  - 기미이데라 공원
- 와카야마 현립 의과대학 및 부속병원

## 역사
- 1924년 2월 28일 - 일본국유철도의 역으로 개업하였다.
- 1987년 4월 1일 - 민영화에 따라 서일본 여객철도의 소속이 되었다.

## 인접역
| 서일본 여객철도 기세이 본선 | 서일본 여객철도 기세이 본선 | 서일본 여객철도 기세이 본선 |
| --------------------------- | --------------------------- | --------------------------- |
| 구로에 신구 방면            | ■ 기노쿠니 선 보통          | 미야마에 와카야마 방면      |